# John Medeski
John Medeski (Louisville, 28 giugno 1965) è un tastierista e compositore statunitense, conosciuto soprattutto come membro del trio Medeski Martin and Wood.

## Biografia
Nato in Kentucky, è cresciuto in Florida. Ha iniziato a studiare il piano da piccolo e si è formato al New England Conservatory di Boston. 
Nel 1991 ha preso parte alla formazione del trio Medeski Martin and Wood, del quale fanno parte anche il percussionista e batterista Billy Martin ed il bassista Chris Wood. Il gruppo si è formato a New York.
Nel 2000 è diventato membro del gruppo The Word, un progetto gospel-blues a cui hanno preso parte tra gli altri anche Robert Randolph e Luther Dickinson (The Black Crowes).
Nel corso della sua carriera ha collaborato con decine di artisti, tra cui John Zorn (con lui ha collaborato in numerosi album a partire dal 1996), Surrender to the Air, John Scofield, Roswell Rudd, Marc Ribot, Béla Fleck and the Flecktones, Cibo Matto, Marian McPartland, David Fiuczynski, Trey Anastasio Band, Dirty Dozen Brass Band e altri.
Nel 2013 ha pubblicato un album solista dal titolo A Different Time (OKeh) e suonato con un pianoforte francese Gaveau del 1924.
Nel 2016, Medeski ha formato il supergruppo Saudade insieme al cantante Chino Moreno (Deftones, Team Sleep, Palms, Crosses), il chitarrista Dr. Know (Bad Brains), il bassista Chuck Doom (Crosses e Team Sleep) e il batterista Mackie Jayson (Cro-Mags e Bad Brains).

## Discografia

### Solista
- A Different Time (OKeh 2013)

Con Medeski Martin & Wood
- Notes from the Underground (Gramavision, 1992)
- It's a Jungle in Here (Gramavision, 1993)
- Friday Afternoon in the Universe (Gramavision, 1995)
- Shack-man (Gramavision, 1996)
- Farmer's Reserve (Indirecto, 1997)
- Bubblehouse (Gramavision, 1997)
- Combustication (Blue Note, 1998)
- Tonic (Blue Note, 2000)
- The Dropper (Blue Note, 2000)
- Electric Tonic (Indirecto, 2001)
- Uninvisible (Blue Note, 2002)
- End of the World Party (Blue Note, 2004)
- Let's Go Everywhere (Little Monster, 2008)
- The Radiolarian Series (Indirecto, 2008–2009)
  - Radiolarians 1 (Indirecto, 2008)
  - Radiolarians 2 (Indirecto, 2009)
  - Radiolarians 3 (Indirecto, 2009)
- The Stone: Issue Four (Tzadik, 2010)
- 20 (Indirecto, 2011)
- Free Magic (Indirecto, 2012) – acoustic live album, recorded 2007

Con Medeski Scofield Martin & Wood
- Out Louder (Indirecto, 2006)
- In Case the World Changes Its Mind (Indirecto, 2011)

Con David Fiuczynski
- Lunar Crush (Gramavision, 1994)

Con Marian McPartland
- John Medeski: Marian McPartland's Piano Jazz (Concord, 2006)